# Municipio de Maidencreek
El municipio de Maidencreek (en inglés: Maidencreek Township) es un municipio ubicado en el condado de Berks en el estado estadounidense de Pensilvania. En el año 2000 tenía una población de 6553 habitantes y una densidad poblacional de 190,9 personas por km².

## Geografía
El municipio de Maidencreek se encuentra ubicado en las coordenadas 40°26′50″N 75°53′15″O / 40.44722, -75.88750.

## Demografía
Según la Oficina del Censo en 2000 los ingresos medios por hogar en la localidad eran de 62 724 $ y los ingresos medios por familia eran 68 438 $. Los hombres tenían unos ingresos medios de 44 000 $ frente a los 30 373 $ para las mujeres. La renta per cápita para la localidad era de 24 662 $. Alrededor del 3,1 % de la población estaba por debajo del umbral de pobreza.